# Список лидеров кинопроката США 2014 года
Список лидеров кинопроката США 2014 года содержит аннотированное перечисление фильмов, которые занимали первое место в США по итогам сборов каждой из недель 2014 года.

## Список
Указаны сборы в кинопрокате за одну текущую неделю.
| #  | Дата             | Фильм                                      | Сборы        | Примечание |
| -- | ---------------- | ------------------------------------------ | ------------ | --- |
| 1  | 5 января 2014    | Холодное сердце                            | $19 575 525  | «Холодное сердце» вернуло себе первое место в шестой уик-энд после выпуска, а также стало первым фильмом после «Аватара», занявшим первое место в шестой уик-энд. |
| 2  | 12 января 2014   | Уцелевший                                  | $37 849 910  | «Уцелевший» занял первое место после двух выходных ограниченного проката. |
| 3  | 19 января 2014   | Совместная поездка                         | $41 516 170  | «Совместная поездка» побила два рекорда «Монстро» (40,1 миллиона долларов) по самому кассовому дебютному уик-энду в январе и по самому кассовому дебютному уик-энду в День Мартина Лютера Кинга. |
| 4  | 26 января 2014   | Совместная поездка                         | $21 299 495  | |
| 5  | 2 февраля 2014   | Совместная поездка                         | $12 035 720  | «Совместная поездка» стала первым фильмом 2014 года, который лидировал по кассовым сборам три уик-энда подряд. |
| 6  | 9 февраля 2014   | Лего. Фильм                                | $69 050 279  | |
| 7  | 16 февраля 2014  | Лего. Фильм                                | $49 846 430  | |
| 8  | 23 февраля 2014  | Лего. Фильм                                | $31 305 359  | «Лего. Фильм» и «Совместная поездка» стали первыми двумя фильмами, лидировавшие как минимум три уик-энда подряд после «Тёмного рыцаря» и «Солдат неудачи» в 2008 году. Первый также стал первым анимационным фильмом со времен «Шрека навсегда», который становился лидером по кассовым сборам три выходных подряд.                                |
| 9  | 2 марта 2014     | Воздушный маршал                           | $28 875 635  | |
| 10 | 9 марта 2014     | 300 спартанцев: Расцвет империи            | $45 038 460  | |
| 11 | 16 марта 2014    | Приключения мистера Пибоди и Шермана       | $21 809 249  | «Приключения мистера Пибоди и Шермана» заняли первое место во второй уик-энд после выхода в прокат. |
| 12 | 23 марта 2014    | Дивергент                                  | $54 607 747  | |
| 13 | 30 марта 2014    | Ной                                        | $43 720 472  | |
| 14 | 6 апреля 2014    | Первый мститель: Другая война              | $95 023 721  | «Первый мститель: Другая война» побил рекорд «Форсажа 5» (86,2 миллиона долларов) по самому кассовому дебютному уик-энду в апреле. |
| 15 | 13 апреля 2014   | Первый мститель: Другая война              | $41 274 861  | |
| 16 | 20 апреля 2014   | Первый мститель: Другая война              | $25 587 056  | |
| 17 | 27 апреля 2014   | Другая женщина                             | $24 763 752  | |
| 18 | 4 мая 2014       | Новый Человек-паук. Высокое напряжение     | $91 608 337  | |
| 19 | 11 мая 2014      | Соседи. На тропе войны                     | $49 033 915  | |
| 20 | 18 мая 2014      | Годзилла                                   | $93 188 384  | «Годзилла» побила рекорд «Парка юрского периода: Затерянный мир» (72,1 миллиона долларов) по самому кассовому дебютному уик-энду для художественного фильма о существах и рекорд «Послезавтра» (68,7 миллиона долларов) по самому кассовому дебютному уик-энду для фильма-катастрофы.                                                              |
| 21 | 25 мая 2014      | Люди Икс: Дни минувшего будущего           | $90 823 660  | |
| 22 | 1 июня 2014      | Малефисента                                | $69 431 298  | |
| 23 | 8 июня 2014      | Виноваты звёзды                            | $48 002 523  | |
| 24 | 15 июня 2014     | Мачо и ботан 2                             | $57 071 445  | Режиссёры Фил Лорд и Кристофер Миллер («Лего. Фильм») стали первыми режиссёрами, снявшими два фильма в один год, с дебютом в 50 миллионов долларов каждый. |
| 25 | 22 июня 2014     | Думай, как мужчина 2                       | $29 241 911  | Режиссёр Тим Стори («Совместная поездка») стал первым афроамериканским режиссёром, у которого два фильма в одном и том же году заняли первое место в дебютный уик-энд. |
| 26 | 29 июня 2014     | Трансформеры: Эпоха истребления            | $100 038 390 | |
| 27 | 6 июля 2014      | Трансформеры: Эпоха истребления            | $37 050 185  | «Трансформеры: Эпоха истребления» стали первым летним фильмом 2014 года, который оставался на первом месте в прокате две недели подряд. |
| 28 | 13 июля 2014     | Планета обезьян: Революция                 | $72 611 427  | |
| 29 | 20 июля 2014     | Планета обезьян: Революция                 | $36 254 310  | |
| 30 | 27 июля 2014     | Люси                                       | $43 899 340  | |
| 31 | 3 августа 2014   | Стражи Галактики                           | $94 320 883  | «Стражи Галактики» побили рекорд «Ультиматума Борна» (69,3 миллиона долларов) по самому кассовому дебютному уик-энду в августе. |
| 32 | 10 августа 2014  | Черепашки-ниндзя                           | $65 575 105  | |
| 33 | 17 августа 2014  | Черепашки-ниндзя                           | $28 523 147  | |
| 34 | 24 августа 2014  | Стражи Галактики                           | $17 202 212  | «Стражи Галактики» вернули себе первое место в четвертый уик-энд после выхода в прокат, став первым фильмом после «Голодных игр», занявшим первое место в четвертый уик-энд после выхода в прокат. |
| 35 | 31 августа 2014  | Стражи Галактики                           | $17 082 262  | «Стражи Галактики» стали первым фильмом со времён «007: Координаты "Скайфолл"», занявшим первое место в пятый уик-энд после выхода в прокат. |
| 36 | 7 сентября 2014  | Стражи Галактики                           | $10 357 345  | «Стражи Галактики» стали первым фильмом после «Голодных игр», который лидировал в прокате в течение четырёх выходных. Они также стали первым фильмом после «Холодного сердца», занявшим первое место в шестой уик-энд, а также первым фильмом после «Страстей Христовых», который лидировал по кассовым сборам четыре непоследовательных уик-энда. |
| 37 | 14 сентября 2014 | Никаких добрых дел                         | $24 250 283  | |
| 38 | 21 сентября 2014 | Бегущий в лабиринте                        | $32 512 804  | |
| 39 | 28 сентября 2014 | Великий уравнитель                         | $34 137 828  | |
| 40 | 5 октября 2014   | Исчезнувшая                                | $37 513 109  | |
| 41 | 12 октября 2014  | Исчезнувшая                                | $26 406 134  | |
| 42 | 19 октября 2014  | Ярость                                     | $23 702 421  | |
| 43 | 26 октября 2014  | Уиджи: Доска Дьявола                       | $19 875 995  | |
| 44 | 2 ноября 2014    | Уиджи: Доска Дьявола                       | $10 740 980  | По первоначальным оценкам, «Стрингер» опережал «Уиджи: Доска Дьявола». |
| 45 | 9 ноября 2014    | Город героев                               | $56 215 889  | |
| 46 | 16 ноября 2014   | Тупой и ещё тупее 2                        | $36 111 775  | |
| 47 | 23 ноября 2014   | Голодные игры: Сойка-пересмешница. Часть 1 | $121 897 634 | У «Голодных игр: Сойка-пересмешница. Часть 1» был самый кассовый дебютный уик-энд в 2014 году. |
| 48 | 30 ноября 2014   | Голодные игры: Сойка-пересмешница. Часть 1 | $56 972 599  | |
| 49 | 7 декабря 2014   | Голодные игры: Сойка-пересмешница. Часть 1 | $22 026 762  | |
| 50 | 14 декабря 2014  | Исход: Цари и боги                         | $24 115 934  | |
| 51 | 21 декабря 2014  | Хоббит: Битва пяти воинств                 | $54 724 334  | |
| 52 | 28 декабря 2014  | Хоббит: Битва пяти воинств                 | $40 921 395  | На втором месте стартовый уик-энд «Чем дальше в лес…» (31,1 миллиона долларов) побил рекорд «Мамма Mia!» (27,8 млн долларов) за самый кассовый дебютный уик-энд фильма, основанного на бродвейском мюзикле . |

## Самые кассовые фильмы
Ниже представлен список десяти фильмов, собравших наибольшую кассу в США и Канаде за 2014 год.
| Место | Название                                   | Дистрибьютор | Сборы, $    |
| ----- | ------------------------------------------ | ------------ | ----------- |
| 1     | Снайпер                                    | Warner Bros. | 350 126 372 |
| 2     | Голодные игры: Сойка-пересмешница. Часть 1 | Lionsgate    | 337 135 885 |
| 3     | Стражи Галактики                           | Disney       | 333 176 600 |
| 4     | Первый мститель: Другая война              | Disney       | 259 766 572 |
| 5     | Лего. Фильм                                | Warner Bros. | 257 760 692 |
| 6     | Хоббит: Битва пяти воинств                 | Warner Bros. | 255 119 788 |
| 7     | Трансформеры: Эпоха истребления            | Paramount    | 245 439 076 |
| 8     | Малефисента                                | Disney       | 241 410 378 |
| 9     | Люди Икс: Дни минувшего будущего           | Fox          | 233 921 534 |
| 10    | Город героев                               | Disney       | 222 527 828 |